# Matt Lindland
Matt Lindland (n. 17 mai 1970, Oregon City⁠(d), Oregon, SUA) este un luptător MMA ce a reprezentat Statele Unite ale Americii, medaliat olimpic. A participat la o ediție a Jocurilor Olimpice (2000) în care a câștigat o medalie de argint.

## Participări
Lista de mai jos prezintă principalele competiții la care a participat Matt Lindland de-a lungul carierei.
- wrestling at the 2000 Summer Olympics – men's Greco-Roman 76 kg[*]